# Democratische Partij (Zuid-Afrika)
De Democratic Party (Afrikaans: Demokratiese Party, Nederlands: Democratische Partij), was tussen 1989 en 2000 een liberale partij. In de periode 1989-1994 voerde de partij felle oppositie tegen het Apartheidsbewind en in de periode 1994-2000 voerde de partij constructieve oppositie tegen de ANC-regeringen. In 1999 werd de Demokratiese Alliansie als opvolger van de DP opgericht. De achterban bestond vooral uit Engelstalige blanken, liberale Afrikaners, Kleurlingen en zwarte zakenlieden.

## Geschiedenis

### 1989-1994
De Democratic Party ontstond op 8 april 1989 na de fusie van de Progressive Federal Party/Progressiewe Federale Party van dr. Zach de Beer met de Independence Party/Onafhanklike Party van Dennis Worrall en de National Democratic Movement/Nasionale Demokratiese Beweging van Wynand Malan, deze laatste partij was een afsplitsing van de regerende Nasionale Party maar besefte dat apartheid zijn langste tijd had gehad. De Beer, Worrall en Malan werden co-voorzitters van de nieuwe partij. Bij de parlementsverkiezingen van 1989 behaalde de partij 20% van de stemmen, goed voor 30 zetels. Het werd daarmee de tweede oppositiepartij in het blanke parlement, de Volksraad, achter de extreemrechtse Konserwatiewe Party van dr. Andries Treurnicht (39).
Vanuit de Volksraad streed de DP in deze periode voor de afschaffing van apartheid, gelijkberechting van de diverse volkeren, afschaffing van het driekamerparlement en de opheffing van het verbod op het Afrikaans Nationaal Congres (ANC), de Zuid-Afrikaanse Communistische Partij (SACP) en andere verboden partijen. De DP steunde als zodanig het beleid van president Frederik Willem de Klerk, die langzaam maar zeker een einde maakte aan de apartheid. De rol van de DP in het ontmantelingsproces was aanzienlijk, maar de grootste rollen weg waren gelegd voor de regering en het ANC (gelegaliseerd in 1990) van dr. Nelson Mandela. Bij het referendum van maart 1992 wist de partij haar kiezers te mobiliseren om vóór de voortzetting van het constitutionele proces te stemmen.
Bij de eerste multiraciale parlementsverkiezingen in april 1994 behaalde de partij 7 zetels in de Nationale Vergadering.

### 1994-2000

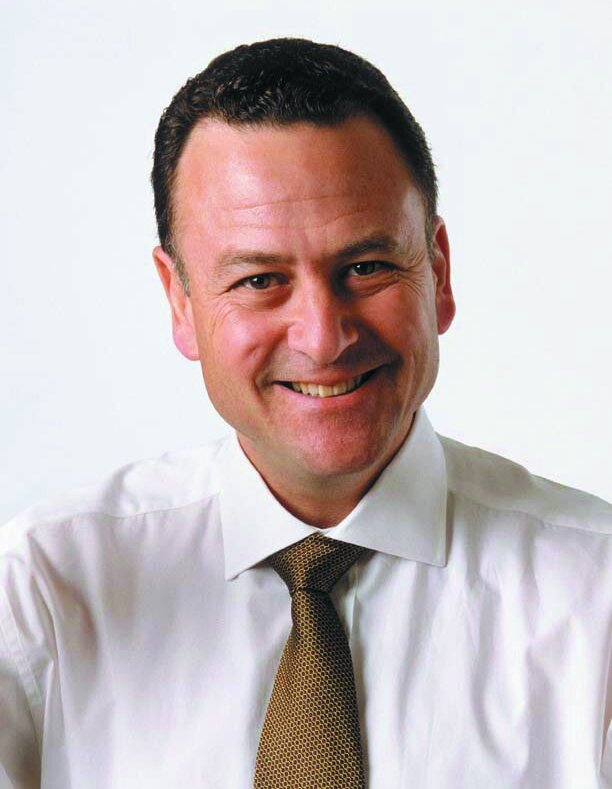
Tony Leon, leider van de DP van 1994 tot 2000

In 1994 werd Tony Leon de nieuwe leider van de Democratic Party. In het parlement voerde de partij oppositie tegen het bewind van het ANC en Leon slaagde erin aanhang te verwerven onder Afrikaners die voorheen op de Nasionale Party stemden. Haar aanhang onder de Kleurlingen nam ook toe. De meeste aanhangers van de DP trof men aan in de West-Kaap. Onder Leon werd de partij behoudender en was tegenstander van de sociaaldemocratische economische opvattingen van de ANC-regering.
Bij de parlementsverkiezingen in 1999 behaalde partij 9,56% van de stemmen, goed voor 38 zetels. Hiermee werd de DP de officiële oppositiepartij. In de provincie West-Kaap vormde de DP en de Nuwe Nasionale Party (NNP) van Marthinus van Schalkwyk een verkiezingsalliantie (kartel) en werd in die provincie de grootste partij.

### Fusie DP en NNP
Na onderhandelingen tussen de partijleiding van de DP en de NNP besloten beide partijen tot de Democratic Alliance/Demokratiese Alliansie (Democratische Alliantie, DA). In 2001 stapte de NNP uit de DA, maar de partij besloot de partijnaam te behouden.

## Partijleiders
- Zach de Beer (1990-1994)
- Tony Leon (1994-2000)

## Verwijzingen
1. ↑  Winkler Prins Encyclopedisch Jaarboek 1993, door: red. Winkler Prins, blz. 282
2. ↑  Winkler Prins Encyclopedisch Jaarboek 2000, door: red. Winkler Prins, blz. 262
3. ↑  Winkler Prins Encyclopedisch Jaarboek 2001, door: red. Winkler Prins, blz. 262